# Proloh
Proloh (německy Proloch) je malá vesnice, část obce Osečnice v okrese Rychnov nad Kněžnou. Nachází se asi 2 km na jih od Osečnice. V roce 2009 zde bylo evidováno 30 adres. V roce 2001 zde trvale žilo 32 obyvatel.
Proloh leží v katastrálním území Osečnice o výměře 6,13 km2.